# Tijat

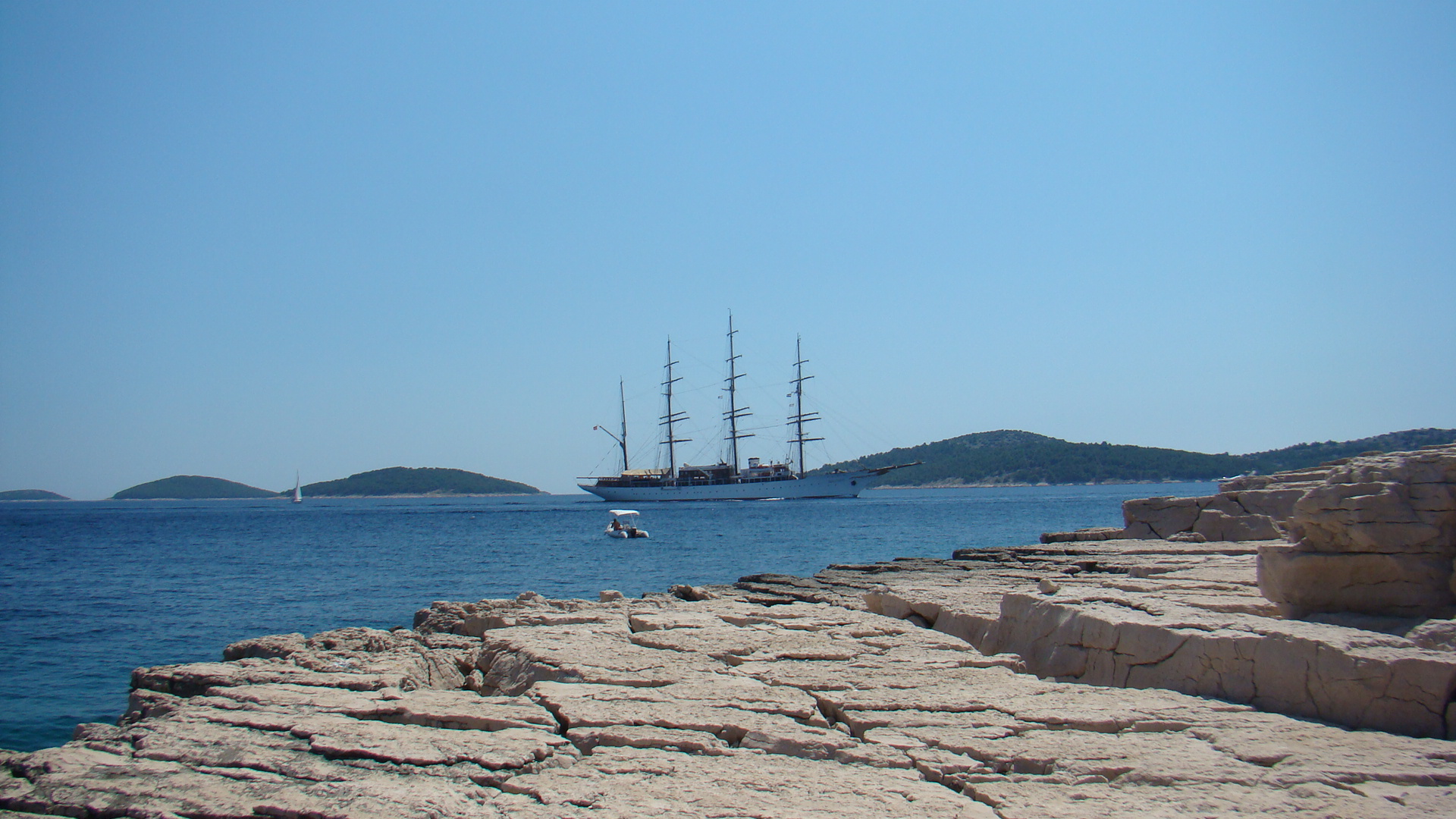
Pobřeží Tijatu

Tijat (italsky Diat) je malý neobydlený ostrov v Jaderském moři. Je součástí Chorvatska, leží v Šibenicko-kninské župě a je součástí Šibenického souostroví. Ostrov je trvale opuštěný, je navštěvován pouze během turistické sezóny. Okolo ostrova se nachází mnoho malých zátok, jako jsou Duboki Bok, Gaćice, Luka Tijašćica, Nozdra, Veli Bok, Vlahov a Zelena. U zátoky Luka Tijašćica se nachází restaurace a malý přístav.
Většími sousedními ostrovy jsou Prvić, Zlarin a Zmajan. Jihovýchodně od Tijatu se nachází ostrůvek Kamenica, severozápadně ostrůvek Logorun.
V roce 1992 bylo na ostrov vysazeno 14 párů muflonů, od té doby se jejich počet zvýšil na pět set jedinců. Dále je ostrov tvořen převážně makchiemi, rostou zde olivovníky. Dříve se na ostrově těžil vápenec k výrobě oxidu vápenatého.
Nejvyšší vrchol ostrova Tijat je Vela Glava, vysoký je 120 m. Na tomto vrcholu byl 3. března 1933 postaven železný kříž. Při stavbě kříže byl také nalezen hrob s nápisem v hlaholici.